# Emplaçament de producte
L'emplaçament de producte és la inclusió de productes i serveis comercials en obres cinematogràfiques o televisives a canvi de contraprestacions econòmiques o en espècies (p. ex.: una col·laboració en la promoció d'aquestes obres). Aquesta tècnica de comunicació comercial ha experimentat un gran increment d'ús en molt poc de temps, tant al món cinematogràfic com en l'àmbit de la publicitat i el màrqueting. Des de principis dels anys 90, a més a més, des de la investigació en publicitat i nous mitjans s'ha començat a prestar especial atenció a aquest fenomen, del qual no hi havia bibliografia fins fa uns anys.

## Origen
Els investigadors no es posen d'acord sobre la data d'aparició de l'emplaçament de producte com a tècnica publicitaria. Generalment, es retrotrau el seu origen fins a 1913, en concret a la pel·lícula Age of Consent, en la qual apareix en el fons la marca Coca-Cola durant bastants minuts. Nebenzahl i Secunda fixaren el naixement de l'emplaçament de producte en l'any 1945, quan Joan Crawford degustava davant de la càmera un Jack Daniel's Bourbon Whisky, en la pel·lícula Mildred Pierce, de Michael Curtiz. Aquests estudiosos reconeixen que anteriorment havien aparegut altres productes en diverses pel·lícules, però aquesta va ser la primera aparició d'una marca que se sol·licitava i acordava a canvi d'un preu. Tanmateix, els antecedents més o menys desenvolupats de l'emplaçament de producte són tan antics com el mateix cinema. En realitat, l'inici de l'emplaçament de producte no va ser tant una idea concreta en un moment donat sinó la resposta a una lògica que s'observava des de temps enrere. Es pot concloure que els emplaçaments no suposen la substitució de la innocència narrativa per la seducció comercial, sinó l'aprofitament –lícit o no– de la seducció narrativa per a una notorietat comercial.
En aquest sentit, l'emplaçament de producte va néixer amb el cinema, malgrat que hagi pres un cos amb identitat pròpia a finals dels setanta i que fos tapat en la indústria cinematogràfica nord-americana.

## Avantatges i riscos de l'emplaçament de producte

### Avantatges
De manera sintètica, es podrien enumerar els següents avantatges estratègics:
1. La marca s'associa a un entorn més familiar per a l'espectador. A diferència de la publicitat, que sol presentar mons perfectes i ideals, l'emplaçament permet associar la marca a una escena quotidiana (desdejuni, etc.) i a un entorn més conegut, més real i més proper a la vida del públic.
2. La comunicació manca de "soroll" procedent de la competència. Entre les pauses publicitàries d'una pel·lícula, diverses marques de cotxes poden competir per seduir-nos, però el model de cotxe que usa el protagonista és sempre el mateix: la mateixa coherència de la trama ho exigeix.
3. L'espectador està positivament predisposat al programa. Per tant, eixa associació comunica simpatia cap a les marques que s'emplacen en ell. Encara més: es reforça el valor de la marca per l'adhesió del públic a la història, als personatges o als actors.
4. En la ficció, se simulen situacions de compra i de consum. Així, la marca apareix a l'escenari on s'adquireix o es gaudeix. De fet, la decisió d'ambientar una sèrie televisiva en un supermercat (El súper, de Tele 5) pot explicar-se, entre altres raons, per la facilitat de l'emplaçament de marques en el moment de la seua adquisició.

### Riscos
El principal risc de l'emplaçament de producte deriva de l'absència de control en el missatge definitiu de la producció audiovisual que repercutirà sobre la marca emplaçada. Però existeixen una altra sèrie de riscos més fàcilment evitables:
1. El risc per excés. El protagonisme innecessari d'una marca –temptació primera de tot anunciant– sol provocar rebuig en l'audiència. Tanmateix, a vegades s'aconsegueix ajuntar la qualitat cinematogràfica i l'absolut protagonisme de la marca, com va ocórrer amb la cadena de joieries Tiffany's a la pel·lícula Breakfast at Tiffany's.
2. El risc per defecte. El muntatge o la realització pot anul·lar o reduir la percepció de la marca fins a fer-la pràcticament inservible. No es pot preveure com quedarà el producte a l'escena definitiva, però sí suposar-ho si s'és capaç d'intuir la lògica de la trama: el muntatge serà dinàmic en les seqüències d'acció; la realització serà de primers plans (deixant fora el context) si és intimista, etc.
3. El risc per inadequació. Una pregunta que tot anunciant ha de plantejar-se és i la seva marca afavoreix o no l'escena.
4. El risc per associació. Un altre aspecte que cal vigilar sempre és el personatge al que s'associa, si resulta forçat o inadequat.

## Tipologia de l'emplaçament de producte

### Tipus de l'emplaçament

#### Emplaçament verbal
Es tracta del tipus d'emplaçament de producte menys habitual, tant en el cinema com en la televisió, però és també el més efectiu i atractiu per a les marques. En este cas, la marca és mencionada de forma explícita, en un context més o menys natural. Algú demana una Coca-Cola, o pregunta per les sabatilles Reebok. Aquesta menció atorga un alt grau de notorietat a la marca. A més a més, permet al narrador enumerar algunes característiques o avantatges del producte.

#### Emplaçament actiu
Considerem com a tal aquell emplaçament en el qual el producte cobra cert protagonisme en el desenvolupament de l'acció. El criteri per a determinar quan un emplaçament és actiu és el contacte físic amb un actor o una actriu: quan un personatge usa un producte (encén un televisor, beu una cervesa, escriu en un ordinador) l'emplaçament se considera actiu. En la mesura en què el producte siga més o menys important en el desenvolupament de la trama, l'emplaçament serà més efectiu o no.

#### Emplaçament passiu
Entenem com emplaçament passiu aquell en el qual la marca és visible en la pantalla, però res més. El producte està present en l'enquadrament, però no participa directament en l'acció. Dintre d'esta categoria, podem fer una divisió secundària:
- Marques emplaçades en el decorat. Cartells, rètols lluminosos, etc.
- Marques emplaçades en productes de consum. Reflectir la vida real requereix introduir productes en les tomes: una Fanta sobre la taula, un peluix Disney a l'habitació d'un infant, etc.
- Marques suggerides en el disseny. És la forma més subtil d'emplaçament, la menys visible. Pel seu reduït impacte, sols interessa a les marques més notòries, aquelles que es distingeixen per la seua forma o disseny, com la majoria dels cotxes, o Coca-Cola.

### Tipus de presència

#### Pla protagonista
És quan el producte ocupa la primera línia de l'acció, o la primera línia visual, per davant dels personatges que realitzen l'acció dramàtica. Este és el plan que normalment produeix un rebuig, independentment de la grandària del producte o la seua relació amb la grandària de l'enquadrament, perquè imposa a l'espectador la visualització de la marca davant de l'acció.

#### Pla neutre
Quan el producte està situat en el mateix eix o camp d'acció: els productes que estan sobre la taula en el desdejuni, per exemple. Ací no ocupa el producte un lloc excessiu, però es troba immers en l'acció, és a dir, tampoc està de simple acompanyant.

#### Pla fons
Quan el producte està situat al fons de la imatge, normalment en el decorat. Esta és la seua posició més natural: separada de l'acció, i establint tan solament el marc, el context en el qual la trama es desenvolupa. Aquesta ubicació no provoca necessàriament que el seu impacte sobre l'audiència siga menor. De vegades, un gran cartell al fons de la imatge té més notorietat que un producte escairat en el plànol protagonista. Es considera que aquest emplaçament s'acosta a la publicitat subliminal, ja que si el producte no és gran, el nivell de consciència en veure el plànol és reduït.

### Relació amb el context

#### Emplaçament definidor
És aquell emplaçament que no només resulta coherent amb el personatge o amb l'argument, sinó que afegeix una mica que ho defineix. Que James Bond dugui un Rolex i no un altre rellotge revela un tret definidor de l'exclusivitat d'aquest producte, o que en Back to the Future ningú sàpiga el que és Pepsi Free (Pepsi baixa en calories) ajuda a subratllar la premissa temporal del relat, el fet que els personatges es troben en 1955, quan encara no existia aquest producte.

#### Emplaçament natural
És aquell que no afegix res definitori al personatge, però que s'integra perfectament en l'acció, ja que hi ha una relació de necessitat i coherència entre aquest producte i el seu entorn. Per exemple, la sempiterna llet Puleva sobre la taula de Los Serrano o l'ordinador Apple de Dexter (en la ficció homònima).

#### Emplaçament indiferent
És aquella aparició d'una marca que no aporta cap nota definitòria ni tampoc guarda una relació de necessitat i coherència amb l'entorn, però que tampoc resulta estranya a ell. Per exemple, en Médico de familia, en el despatx de Nacho sempre hi ha unes Pàgines Grogues, el que constituïx un emplaçament indiferent. Hi són com podrien no ser-hi. Si es tractés d'una revista mèdica, seria un emplaçament natural, i si Nacho fos molt aficionat al futbol i aparegués el diari Marca, seria definidor.

#### Emplaçament artificial
És el cas oposat a l'emplaçament natural. No només falta una relació de necessitat i coherència, sinó que entra en col·lisió amb el context, o trenca l'harmonia de l'escenari.

#### Emplaçament contradictori
Es dona escassament, ja que constitueix un error que perjudica la pel·lícula i la mateixa marca. Seria, per exemple, un emplaçament de Microsoft en una pel·lícula ambientada en els anys cinquanta.

## Marc legal de l'emplaçament de producte
El conjunt de normes legals que afecten a l'emplaçament de producte són les següents:

### Ordenament europeu
- Directiva 89/552/CEE, del 3 d'octubre, del Consell d'Europa: sobre radiodifusió televisiva.
- Directiva 97/36/CE, del 30 de juny, del Parlament Europeu i del Consell: modificació de la Directiva 89/552/CEE.

### Legislació espanyola
- Llei 26/1984, del 19 de juny: Llei general per a la defensa dels consumidors i usuaris.
- Llei 34/1988, de l'11 de novembre: Llei general de Publicitat
- Resolució del 17 d'abril de 1990, de la Direcció General de Mitjans de Comunicació: Normes d'Admissió de Publicitat en RTVE.
- Llei 25/1994, del 12 de juliol: Llei de Televisió
- Codi de Conducta Publicitària, aprovat a l'Assemblea General Extraordinària de l'Associació Autocontrol de la Publicitat, Madrid, 19.XII.1996.
- Llei 22/1999, del 7 de juny: Modificació de la Llei 25/1994